# Bosintang
Bosintang is een traditionele Zuid-Koreaanse soep met als belangrijkste ingrediënt hondenvlees. In de tijd van de drie koninkrijken waaide het gebruik om hondenvlees te consumeren over vanuit China en werden honden speciaal gefokt voor consumptie. Ook tegenwoordig worden nog steeds honden speciaal gefokt voor consumptie al is gebleken dat ook andere rassen gebruikt worden voor consumptie. Hondenvlees wordt vooral gegeten omdat het mannen viriel zou houden.

## Geschiedenis
In het tijdperk van de drie koninkrijken consumeerden de hoogste klassen aanzienlijk meer vlees dan de gewone man. Voor de laagste klassen was het eten van vlees iets wat alleen bij speciale gebeurtenissen gebeurde. Hondenvlees was een goedkope vervanger van rund-, varkens- en kippenvlees.
Tegenwoordig is bosintang zeker geen alledaags gerecht. Hoewel de vleesconsumptie in de afgelopen decennia in Zuid-Korea gestegen is, is de consumptie van hondenvlees stabiel gebleven. Door de negatieve publiciteit rondom het eten van hondenvlees hebben sommige restaurants besloten om het vlees in 'bosintang te vervangen door geitenvlees.

## Namen
De naam bosintang betekent letterlijk 'stimulerende soep', het gerecht wordt echter ook geserveerd onder een aantal andere namen zoals yeongyangtang (영양탕, letterlijk 'voedzame soep') en sacheoltang (사첲탕, soep voor alle seizoenen). Soms wordt de soep spottend mongmongtang (멍멍탕) genoemd, mong mong kan hier het best vertaald worden als waf waf.